# Tylos sardous
Tylos sardous is een pissebed uit de familie Tylidae. De wetenschappelijke naam van de soort is voor het eerst geldig gepubliceerd in 1938 door Arcangeli.